# Gilberto Torres (football)
Pour les articles homonymes, voir Gilberto Torres et Morales.
Gilberto Torres Morales (15 août 1928 – 2 mai 2012) est un footballeur péruvien des années 1940 et 1950 qui jouait au poste d'attaquant.

## Biographie

### Carrière en club
Surnommé Bailarina loca (« la folle danseuse ») en raison de ses jongleries balle au pied, Gilberto Torres commence sa carrière au KDT Nacional. En 1946, il s’engage avec l'Universitario de Deportes et dispute son premier match avec son nouveau club le 14 avril 1946 lors d'un classique face à l'Alianza Lima (victoire 6-2). Il remporte avec l'Universitario deux championnats du Pérou en 1946 et 1949 avec un total de 102 matchs joués (29 buts marqués) avec le club entre 1946 et 1955. 
En 1950, il a l'occasion de s'expatrier en Colombie pour jouer à l'América de Cali, club qui possédait un fort contingent de joueurs péruviens dans ses rangs.

### Carrière en équipe nationale
International péruvien, Gilberto Torres joue à 11 reprises en équipe nationale entre 1952 et 1953. Il dispute notamment le championnat panaméricain de 1952 au Chili (où il marque son seul but en sélection), suivi du championnat sud-américain organisé au Pérou en 1953.

## Palmarès
Universitario de Deportes
- Championnat du Pérou (2) :
  - Champion : 1946 et 1949.